# Gracie Abrams
Gracie Madigan Abrams (ur. 7 września 1999 w Los Angeles) – amerykańska piosenkarka i autorka tekstów.

## Życiorys

### Wczesne lata
Urodziła się 7 września 1999 w Los Angeles, jako córka twórcy jednego z filmów cyklu Gwiezdne wojny J.J. Abramsa oraz aktywistki społecznej Katie McGrath. Ma dwóch braci, starszego Henrego i młodszego Augusta. Pierwsze piosenki zaczęła pisać w wieku ośmiu lat. Uczęszczała do Archer School For Girls. Studiowała stosunki międzynarodowe w Barnard College w Nowym Jorku, lecz porzuciła studia, aby skupić się na muzyce. 

### Kariera
W październiku 2019 roku Abrams wydała swój debiutancki singiel "Mean It". 14 lipca 2020 roku wydała swoją debiutancką EP-kę, Minor. Przy produkcji singla "21" współpracowała z producentem Joelem Little. 24 marca 2021 roku ukazał się singiel Bennego Blanco zatytułowany "Unlearn" z udziałem Abrams, który stał się częścią albumu Blanco Friends Keep Secrets 2. 7 maja 2021 roku wypuściła singiel "Mess It Up", którego produkcją zajął się Blake Slatkin, razem z teledyskiem wyreżyserowanym przez Mattyego Peacocka.
W październiku 2021 roku Abrams wydała singiel "Feels Like" wraz z teledyskiem, a następnie utwór "Rockland", który został stworzony wspólnie z Aaronem Dessnerem. Miesiąc później ogłosiła swój drugi komercyjny projekt This Is What It Feels Like. Został on wydany jako EP-ka 12 listopada 2021 roku. 2 lutego 2022 r. wyruszyła w trasę koncertową This Is What It Feels Like Tour, która rozpoczęła się w Salt Lake City i zakończyła 31 maja 2022 r. w Sztokholmie. W trakcie trwania własnej trasy, występowała również jako support podczas Sour Tour Olivii Rodrigo.
9 stycznia 2023 roku Abrams ogłosiła swój debiutancki album, Good Riddance, który ukazał się 24 lutego 2023 roku. W tym samym roku była też supportem podczas trasy The Eras Tour Taylor Swift. W marcu wyruszyła w swoją kolejną trasę koncertową po Stanach Zjednoczonych. 8 listopada 2023 r. została wydana piosenka "Cedar" która pojawiła się na ścieżce dźwiękowej 1 sezonu serialu Łowczynie (The Buccaneers). Otrzymała nominację do Grammy w kategorii najlepszy nowy artysta. 1 grudnia 2023 roku wydała z Noah Kahanem nową wersję jego piosenki "Everywhere, Everything". Znalazła się na liście Forbes 30 under 30 w kategorii muzyka.

## Dyskografia

### Albumy studyjne
- Good Riddance (2023)
- The Secret of Us (2024)

## Trasy koncertowe
- I've missed you, I'm sorry Tour (2021)
- This Is What It Feels Like Tour (2022)
- Good Riddance Tour (2023)
- Olivia Rodrigo – Sour Tour (2022) – jako support
- Taylor Swift – The Eras Tour (2023–2024) – jako support
- The Secret of Us Tour (2024-2025)